# Papp Katalin (ejtőernyős)
Papp Katalin (1930–) magyar ejtőernyős sportoló.

## Sporteredmények
A magyar ejtőernyős válogatott első nemzetközi szereplésére a Bulgáriában 1955 augusztusában megrendezett nemzetközi versenyen az első magyar válogatott tagjai: Magyar Miklós csapatkapitány, Falkai László, Gyulai György, Kastély Sándor, Szerző István, Papp Katalin volt.
1958 novemberében a Magyar Honvédelmi Sportszövetség női ejtőernyősei csoportos, világcsúcsjavító kísérletet hajtottak végre a budaörsi repülőtéren. A csapat kitűnő tagjai, Sörös Erika, Nagy Éva, Osztermann Márta, Rajcsányi Mária és Papp Katalin közvetlenül a cél körül értek földet. Közel négy méterrel döntötték meg a világcsúcsot. Tizenegy méter nyolcvanhét centiméteres átlagukkal túlszárnyalták az érvényes férfi csúcsot is.

### Világbajnokság
- A III. ejtőernyős világbajnokságot 1956. július 29. és augusztus 4. között í Moszkva melletti Tusinó repülőtéren rendezték meg. A magyar női válogatott keretben Papp Katalin, Kurinszki Ilona, Berger Ilona vettek részt.

### Magyar bajnokság
- III. Magyar Ejtőernyős Bajnokság 1955. október 18. – október 22. között került megrendezésre
  - 1500 méteres kombinált ugrás ezüstérmese,
- IV. Magyar Ejtőernyős Nemzeti Bajnokság megtartására 1956. szeptember 15. - szeptember 26. között került sor a Dunakeszi melletti alagi repülőtéren.
  - 2200 méteres stílusugrásban bronzérmes
- V. Magyar Ejtőernyős Nemzeti Bajnokságra 1957. szeptember 1. - szeptember 7. között került sor
  - 1000 méteres célba ugrásban bronzérmes
  - 1500 méteres kombinált ugrásban (pontos késleltetés, stílusugrás, célba ugrás) országos bajnok,
  - 2000 méteres stílusugrás 30 sec késleltetéssel országos bajnok,
  - a nemzeti bajnokság végeredménye női összetettben: nemzeti bajnok
- VI. Magyar Ejtőernyős Nemzeti Bajnokság megrendezésére 1959. július 25. - augusztus 8. között került sor Budaörsön.
  - 1500 méteres célba ugrásban (azonnali nyitással) bronzérmes,
  - 2000 méteres stílusugrásban országos bajnok,
  - 1500 méteres kombinált ugrásban országos bajnok,
  - női egyéni összetett országos bajnoka